# Белов, Виктор Алексеевич
Ви́ктор Алексе́евич Бело́в (род. 7 марта 1929, Большая Борла, Средне-Волжская область) — советский хозяйственный, государственный и политический деятель.

## Биография
Родился в 1929 году в селе Большая Борла. Член КПСС.
В 1952 году окончил агрономический факультет Ульяновского сельскохозяйственного института. Работал агрономом-лесомелиоратором, главным агрономом Ульяновского треста конных заводов, вторым секретарём Новоспасского райкома КПСС.
С ноября 1960 года — председатель Новоспасского райисполкома, с декабря 1962 — начальник Тереньгульского производственного колхозно-совхозного управления, с 1965 — первый секретарь Сенгилеевского райкома КПСС.
В 1969—1980 годы — ректор Ульяновского сельскохозяйственного института, затем — проректор факультета повышения квалификации сельскохозяйственных кадров того же института.
Избирался депутатом районных и областного Совета депутатов трудящихся, депутатом Верховного Совета РСФСР 7-го и 8-го созывов.

## Награды
- орден Трудового Красного Знамени,
- два ордена «Знак Почёта»,
- медаль «За доблестный труд. В ознаменование 100-летия со дня рождения В. И. Ленина».
- Почётный гражданин Ульяновской области (2005)[1].